# Schachowskoi

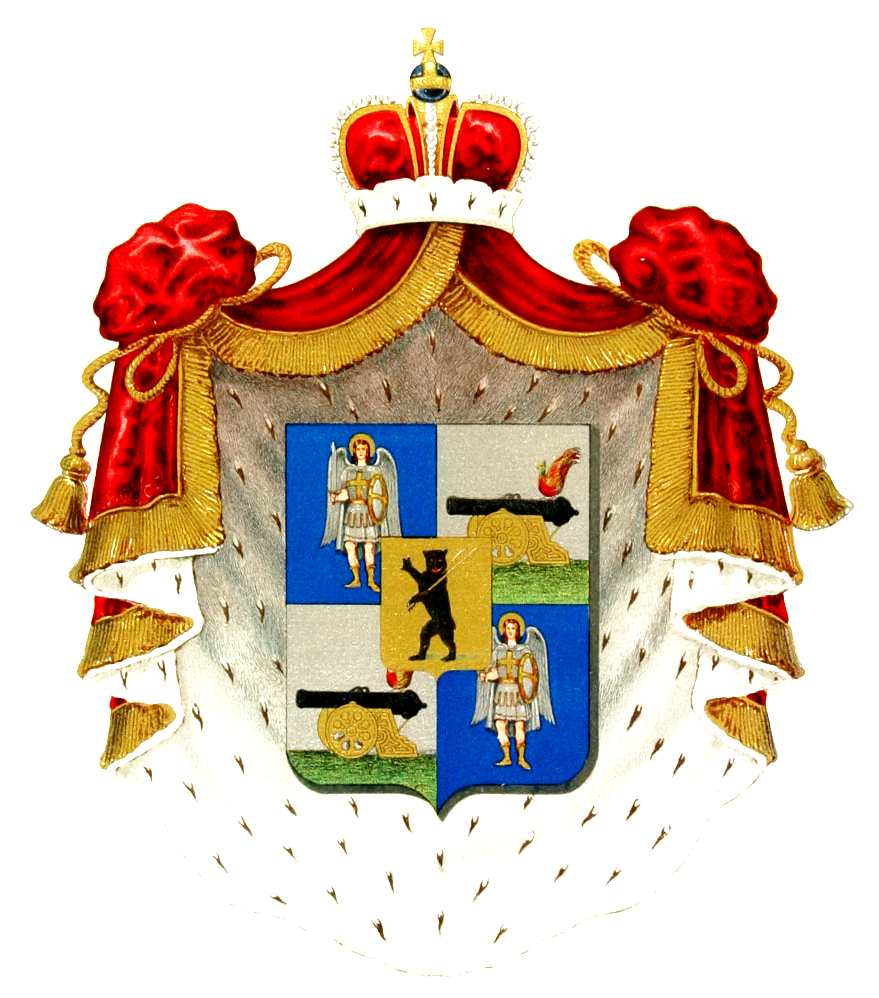
Wappen der Fürsten Schachowskoi

Die Fürsten Schachowskoi (Schachowskoj, Schachowskoy, russisch Шаховской, Šachovskoy, französisch Chakhovskoï) sind ein noch in der Gegenwart fortbestehendes russisches Adelsgeschlecht, dessen Stammreihe sich von den Rurikiden ableitet.

## Geschichte
Die Stammreihe der Fürsten Schachowskoi beginnt mit Konstantin Glebowitsch Schah, der 1482 Woiwode von Nischni Nowgorod war. Damit leiten sie sich im Mannesstamm unmittelbar aus den russischen Teilfürstentümern Jaroslawl (13. und 14. Jahrhundert), dem Fürstentum Smolensk (12. und 13. Jahrhundert) und dem Großfürstentum Kiew (10. und 11. Jahrhundert) her. Konstantin Glebowitsch Schah stammte in der 16. Generation von Rurik, dem russischen Reichsstifter ab.
Die Geschichte des Geschlechts der Fürsten Schachowskoi ist eng mit der Geschichte Russlands verbunden. Seit dem ausgehenden Mittelalter stellte die Familie zahlreiche Woiwoden, orthodoxe Geistliche, Offiziere und hohe Beamte. Bei einem Heerzug durch Weißrussland 1563, erschlug Zar Iwan IV. „der Schreckliche“ den Fürsten Iwan Schachowskoi im Streit mit einer Keule. Der Fürstenstand wurde in Russland für das Gesamtgeschlecht zwischen 1798 und 1888 mehrfach durch Beschlüsse des dirigierenden Senats bestätigt.
Der russische General Michail Walentinowitsch Schachowskoi (1836–1892) vermählte sich 1862 mit der Erbtochter der dann 1864 erloschenen alten Bojarenfamilie Glebow-Streschnew. Er erwirkte daraufhin 1864 eine Namens- und Wappenvereinigung Schachowskoi-Glebow-Streschnew nach dem Prinzip der Primogenitur. Von 1870 bis 1875 war er Gouverneur in Estland und wurde als solcher 1875 in die Estländische Ritterschaft aufgenommen.
Im Laufe ihres Bestehens haben die Fürsten Schachowskoi vier Linien innerhalb ihrer Stammreihe gebildet. Die IV. Linie ist im Jahre 1700 im Mannesstamm erloschen. Die III. Linie bestand 2004 noch in einer Person. Die I. und II. Linie blüht in Frankreich. Der Historiker und Professor der Universität Rennes, Dimitri Chakhovskoï (* 1934), erhielt 2004 die russische Staatsbürgerschaft. Bei einem Kongress russischer Adliger in St. Petersburg sagte er „Wir gehören zur Rjurikow-Dynastie und sind seit elf Jahrhunderten gewohnt, etwas für unser Land zu tun“.

## Wappen

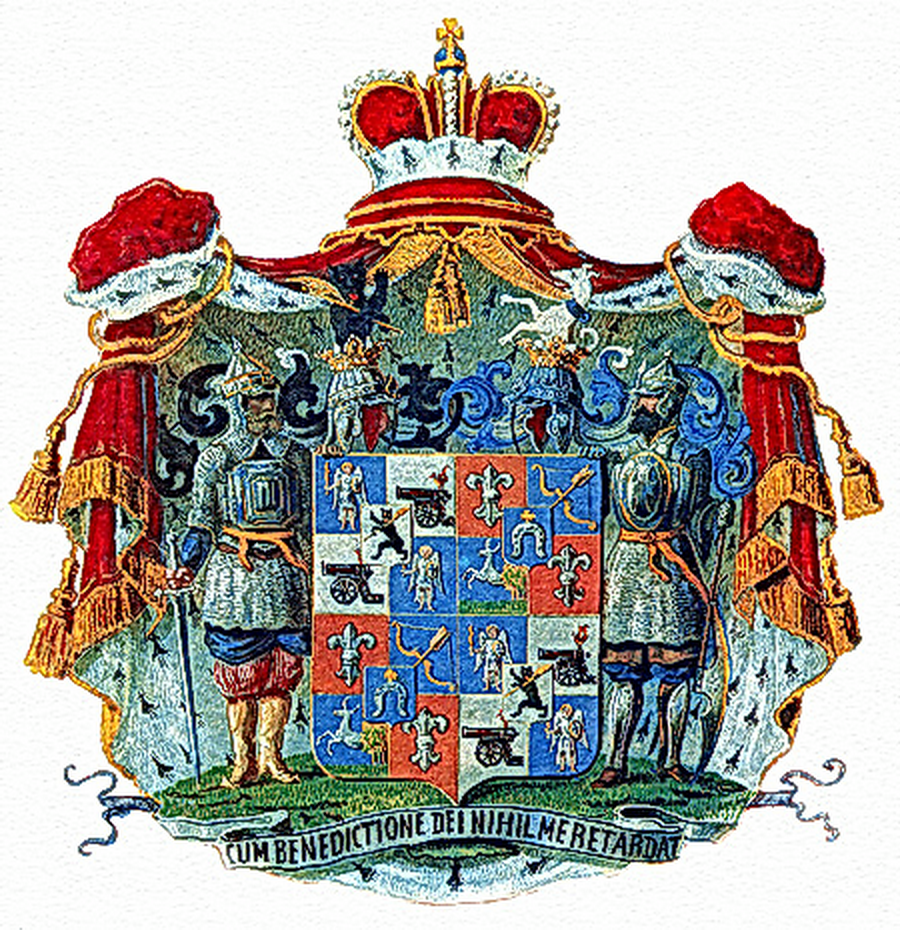
Vereinigtes fürstliches Wappen Schachowskoi-Glebov-Streschnew

Das fürstliche Wappen (1798) zeigt im gevierten Schild, belegt mit einem Herzschild, darin ein linksgekehrter aufgerichteter Bär, eine goldene Hellebarde schulternd (Jaroslawl). In 1 und 4 in Blau den heiligen Michael mit goldenem Nimbus, Schild und Flammenschwert in silberner römischer Rüstung und Mantel (Kiew). In 2 und 3 in Silber auf grünem Boden eine goldene Lafette mit linksgekehrtem schwarzen Kanonenrohr, auf dessen rechtem Ende ein linksgekehrter natürlicher Paradiesvogel steht (Smolensk). Prachtstücke: Fürstenmantel mit Fürstenhut.

## Angehörige
- Grigorji Petrowitsch Schachowskoi († nach 1606), Woiwode von Putywl, führender Unterstützer des zweiten falschen Demetrius
- Jakow Petrowitsch Schachowskoi (1705–1777), russischer Senator und Justizminister
- Alexander Alexandrowitsch Schachowskoi (1777–1846), russischer Geheimer Staatsrat, General der Corps von Liv- u. Kurland, Intendant des Petersburger Hoftheaters
- Iwan Leontjewitsch Schachowskoi (1776–1860), russischer General der Infanterie, Mitglied des Reichsraths, Präsident des Militär-Generalauditoriats, 1848 Präsident des Militärdepartements im Reichsrath, Chef der Petersburger Miliz
- Alexei Iwanowitsch Schachowskoi (1812–1894), russischer kommandierender General das 11. Armeekorps
- Alexei Iwanowitsch Schachowskoi (1821–1900), russischer Fürst, General und Waffensammler aus dem Geschlecht der Schachowskoi
- Michail Walentinowitsch Schachowskoi-Glebow-Streschnew (1836–1892), russischer General, 1870–1875 Gouverneur in Estland
- Sergei Wladimirowitsch Schachowskoi (1852–1894), russischer Diplomat, Konsul in Ragusa, Bukarest, Bulgarien, Generalbevollmächtigter der Gesellschaft des Roten Kreuzes im Transkaspigebiet, Gouverneur von Tschernigow und Estland, Förderer der orthodoxen Kirche
- Jewgenija Michailowna Schachowskaja (1889–1920), Flugpionierin und erste Militärfliegerin überhaupt

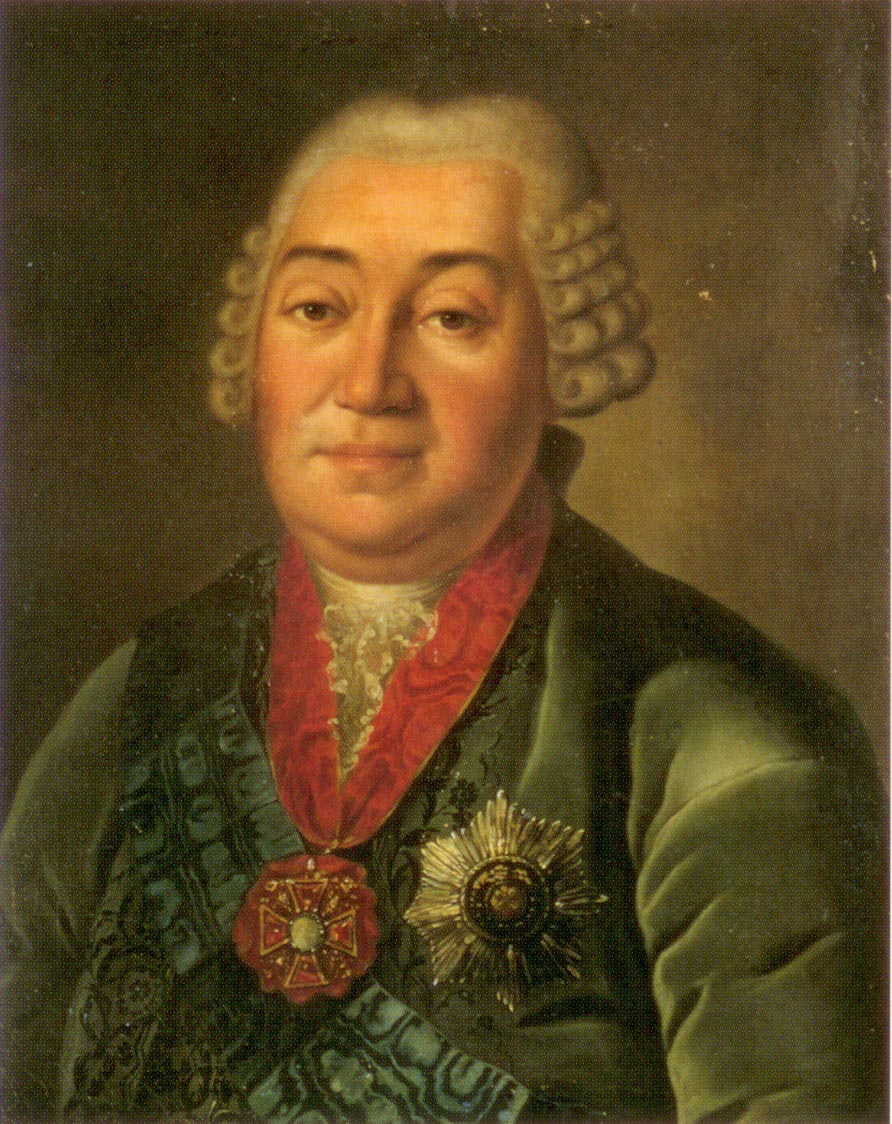
Justizminister Jakow Petrowitsch Schachowskoi (1705–1777)
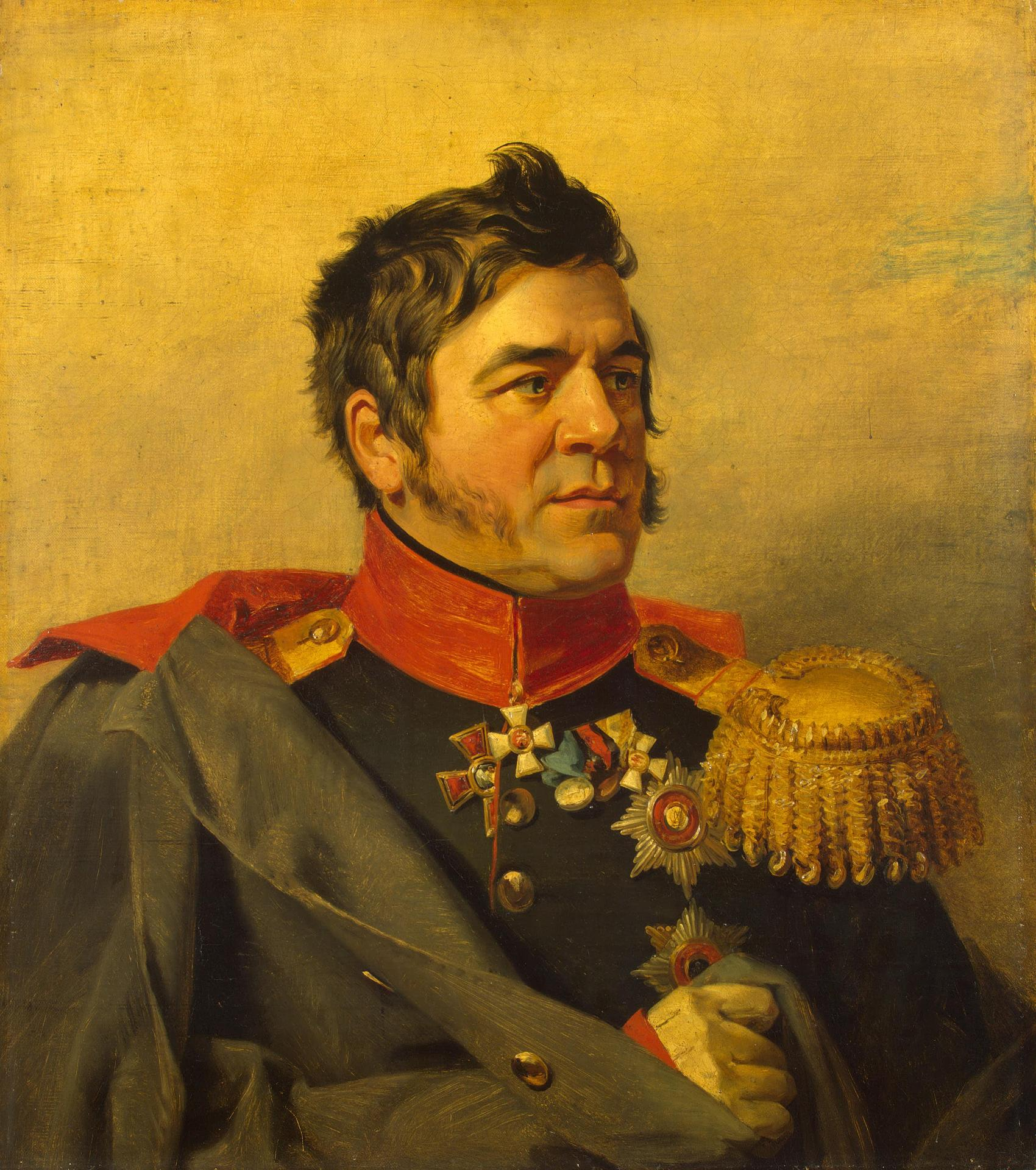
General Iwan Leontjewitsch Schachowskoi (1776–1860)
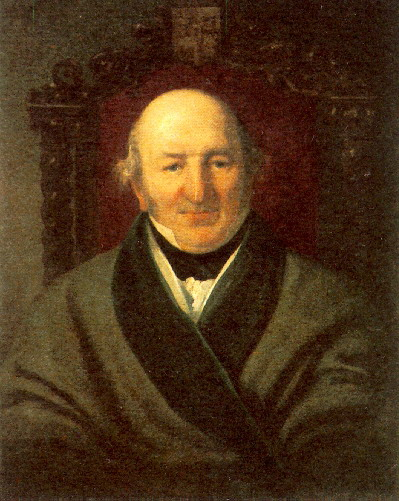
Staatsrat Alexander Alexandrowitsch Schachowskoi (1777–1846)
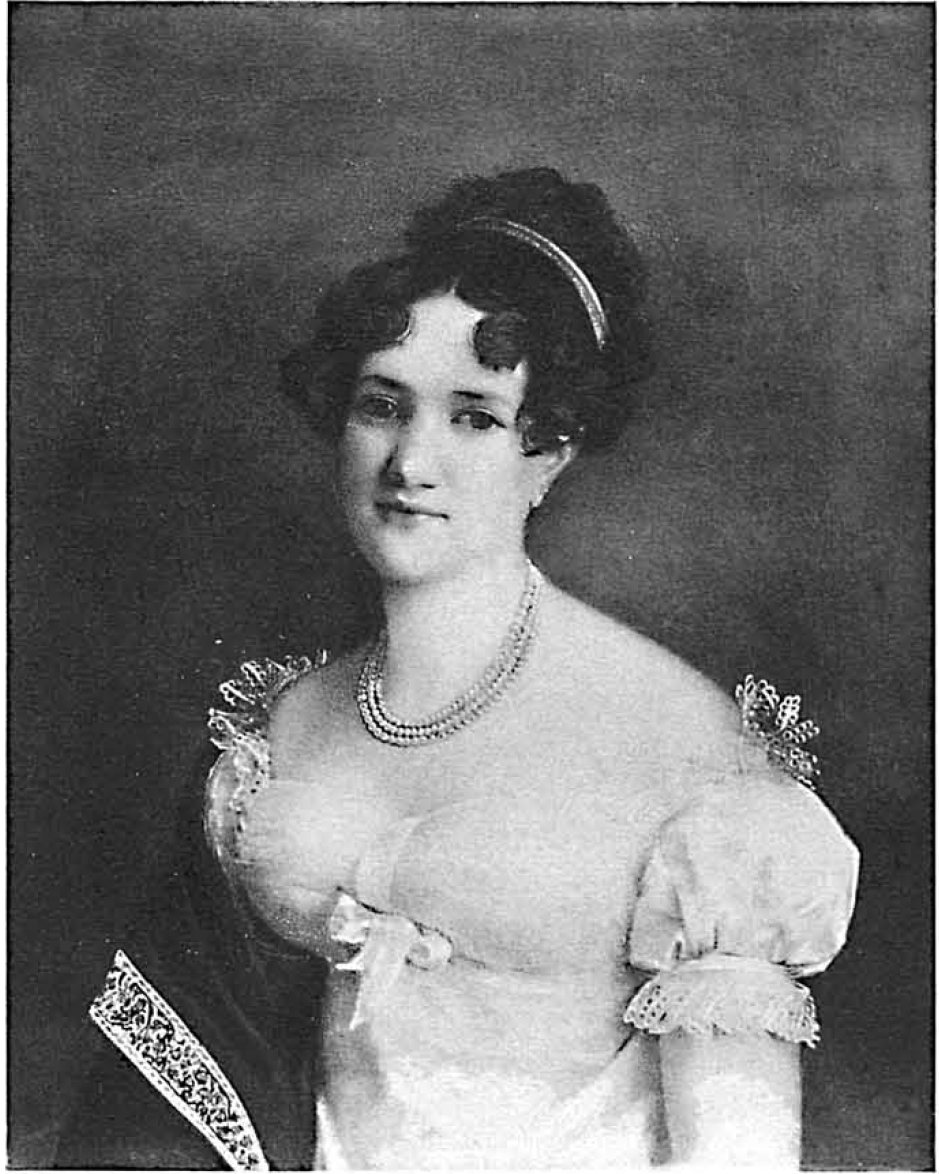
Prinzessin Praskowja Schachowskaja (1788–1835)
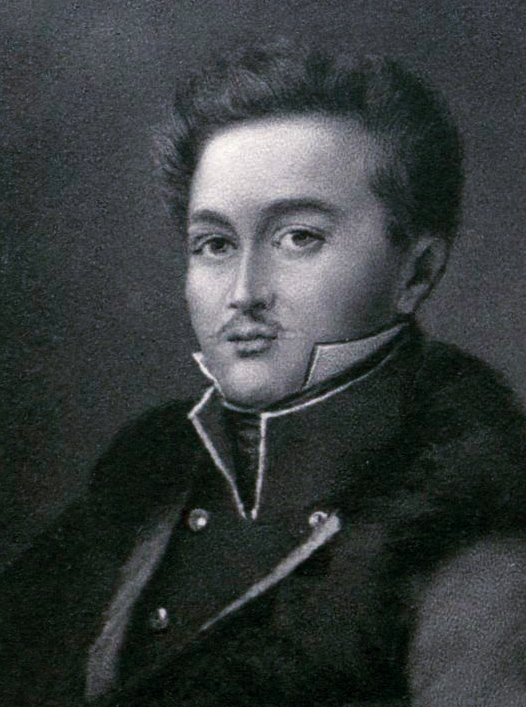
Dekabrist Fedor Petrowitsch Schachowskoi (1796–1829)
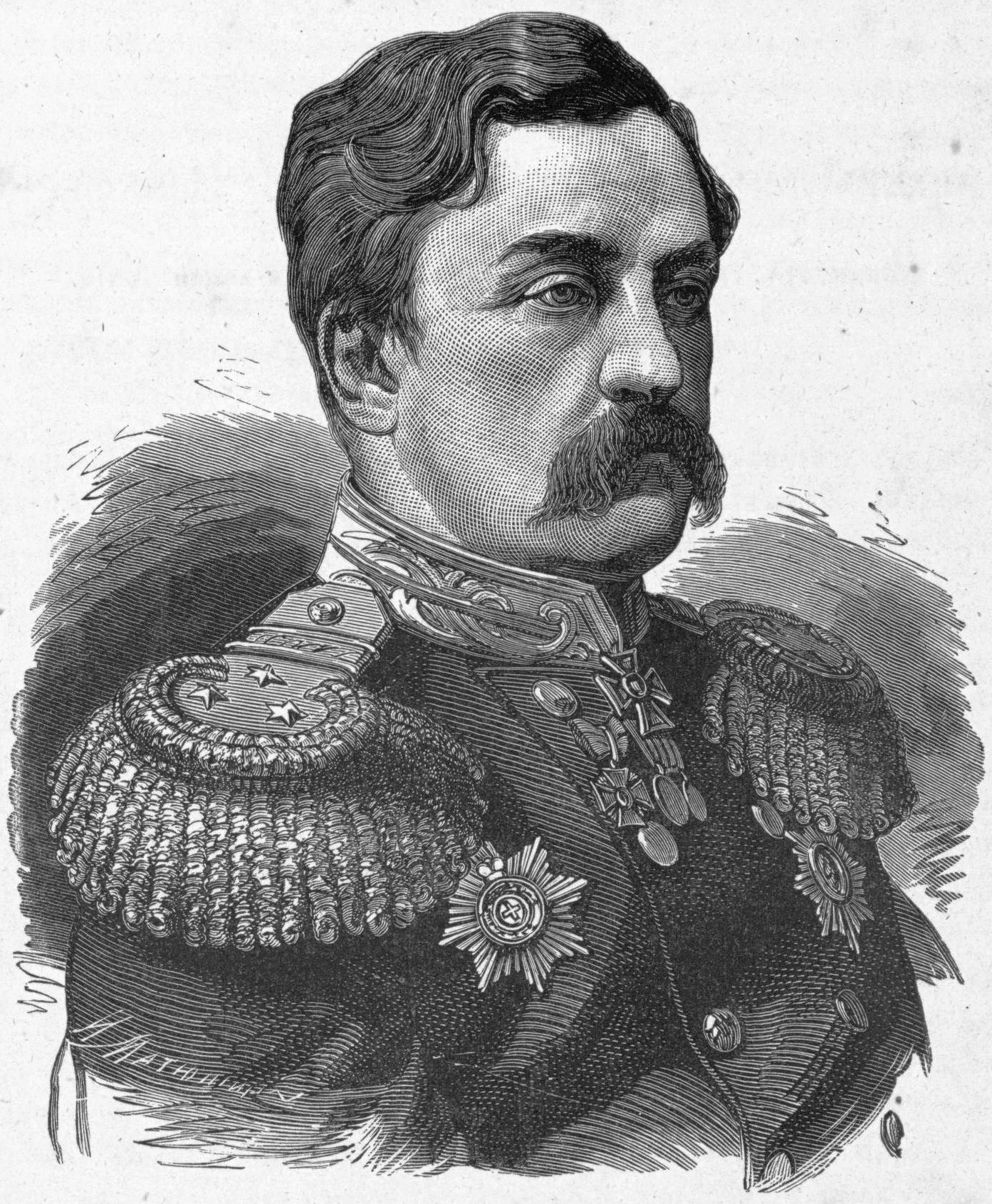
General Alexei Schachowskoi (1821–1900)
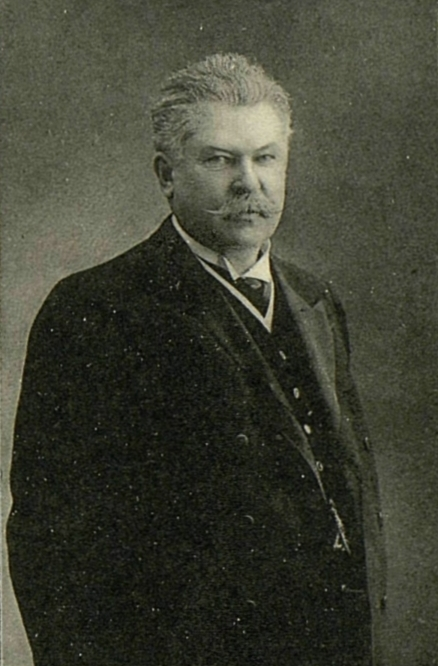
Duma-Abgeordneter Pjotr Iwanowitsch Schachowskoi (1848–1919)
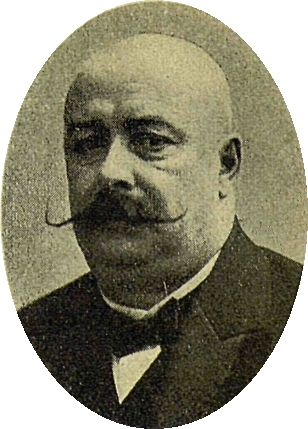
Duma-Abgeordneter Konstantin Michailowitsch Schachowskoi (1869–1942)